# Эргинг
Эргинг (валл. Erging, англ. Ergyng) — послеримское и раннесредневековое государство в Юго-Восточном Уэльсе, существовавшее с конца IV века до середины VIII века. Простиралось на восток до реки Северн.
Эргинг стал самостоятельным государством в начале V века. Эргинг располагался к востоку от реки Монноу, занимая долину реки Уай и большую часть территории современного Херефордшира. Столицей Эргинга был Кайр-Арикон (современный Уэстон-апон-Пеньярд), от которого произошло название всего государства.

## История
На рубеже V-VI в.в. власть в Эргинге захватил Гурводу Старый, сын Амлауда Вледига. Но вскоре сын Кинвина Гургант Великий, вернул, принадлежащий ему по закону, трон.

## Правители

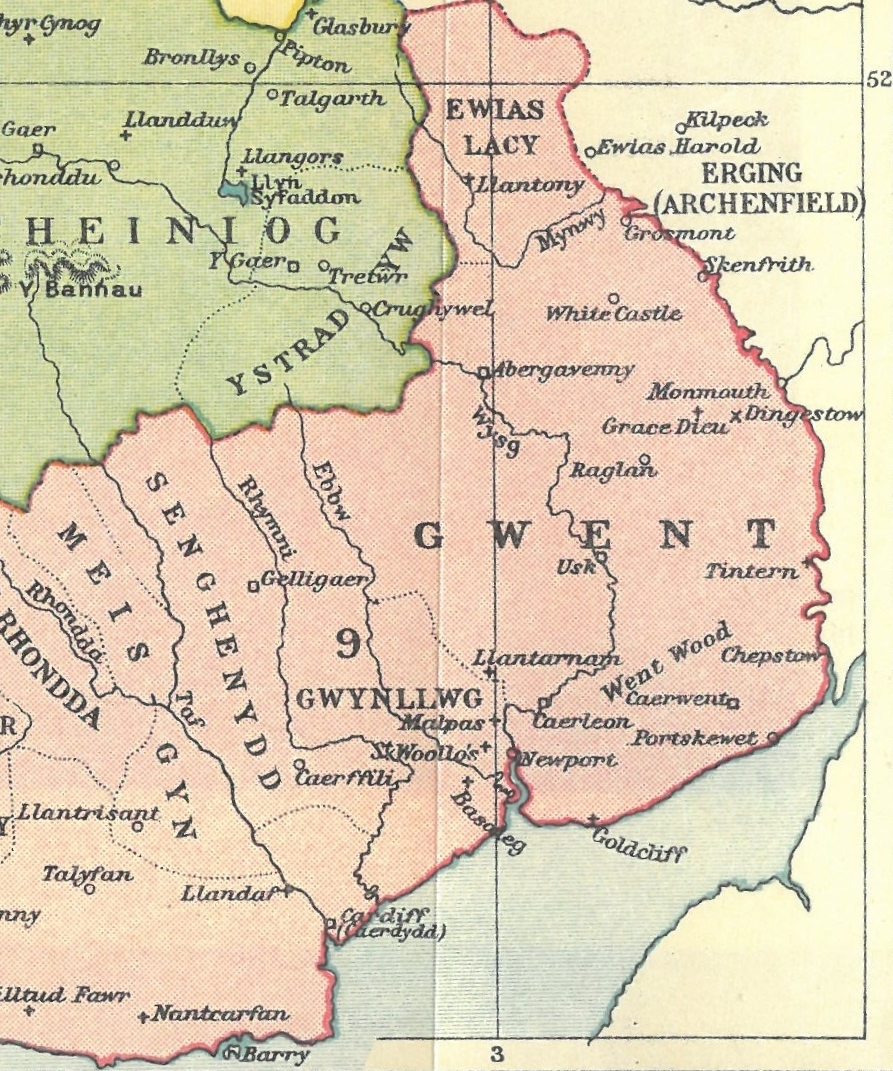
Эргинг во времена епископа Кивейлиога

### Список монархов
- Артвайл ап Эйнуд (Эйнит Вледиг), брат Эйдава Старого[3]
- Гурган Фрих ап Артвайл[4]
- Мерхион ап Гурган Фрих[4]
- Мейриг ап Мейрхион[4], сын Эненни ферх Эрбик ап Мейрик ап Карадок[5]
- Эрбиг ап Мейриг
- Эрбин ап Эрбиг
- Пейбио Прокажённый и его брат Ниннио (V век)
- Гурводу Старый (узурпатор) (рубеж V-VI в.в.)
- Кинвин ап Пейбио (V век)
- Лливарх ап Ниннио, кузен предыдущего[6]
- Гургант ап Кинвин (начало VI века)
- Морган ап Гурган (VI век)
- Бриавайл Фридиг ап Лливарх ап Теудур ап Пейбио (VI век)
- Гвитир ап Оуайн ап Гургант ап Кинвин ап Пейбио[7] (VI век)
- Атруис ап Мейриг, женат на дочерях двух предыдущих
- Ител ап Атруис (конец VI - начало VII века), сын предыдущего и его жены Кенедлоны верх Бриавайл Фридиг
- Мейриг, сын предыдущего (середина VII века)
- Клотри (Родри?) и Идваллон (начало VIII века)[8]
- Гвидги и Кинвин, сыновья Клотри (середина VIII века)[8]
- Элфин ап Гвидген
- Эрбик ап Элфин
- сын Эрбика

### Список епископов
- Дивриг архиепископ
- Гурфан (конец V века)
- Увелвиу (VI век)
- Элуистл (VI век) или Святой Аетан
- Инабуи (VI век)
- Гресиелис, во времена Мейрига и Кинфина ап Гурганта и брата его Нира[9] (VI век)
- Комерег (конец VI века)
- далее епископы Гвента и Эргинга